# Atractus emmeli
Atractus emmeli este o specie de șerpi din genul Atractus, familia Colubridae, descrisă de Boettger 1888. Conform Catalogue of Life specia Atractus emmeli nu are subspecii cunoscute.